# 크레이그 호너
크레이그 호너(Craig Horner, 1983년 1월 24일 ~ )는 오스트레일리아의 배우이다.

## 출연 작품
- 하인드사이트 (2015)
- 레전드 오브 시커 (2008)
- 씨 노 이블 (2006)
- 더 높은 곳을 향하여 (2003)